# Robert Rojas
Robert Rojas, né le 30 avril 1996 à Concepción au Paraguay, est un footballeur international paraguayen qui joue au poste de défenseur central au Club Libertad.

## Carrière

### Guaraní
Né à Concepción au Paraguay, Robert Rojas commence le football avec le Club Guaraní, où il est formé et avec qui il débute en professionnel.

### River Plate
Le 16 janvier 2019, Robert Rojas rejoint l'Argentine en s'engageant pour trois ans et demi en faveur de l'un des clubs les plus importants du pays, River Plate. Il joue son premier match sous ses nouvelles couleurs le 27 janvier suivant, en étant titularisé lors de la défaite contre le CA Patronato (1-3).

### En équipe nationale
Robert Rojas honore sa première sélection avec l'équipe nationale du Paraguay le 5 septembre 2019, lors d'un match amical face au Japon. Il entre en jeu à la place de Gustavo Gómez et son équipe s'incline ce jour-là (2-0).
Il est retenu dans la liste du sélectionneur Eduardo Berizzo pour disputer la Copa América 2021,.